# Баби (Сілезьке воєводство)
Баби (пол. Baby) — село в Польщі, у гміні Крушина Ченстоховського повіту Сілезького воєводства.
Населення — 320 осіб (2011).
У 1975-1998 роках село належало до Ченстоховського воєводства.

## Демографія
Демографічна структура станом на 31 березня 2011 року:
|          | Загалом | Допрацездатний вік | Працездатний вік | Постпрацездатний вік |
| -------- | ------- | ------------------ | ---------------- | -------------------- |
| Чоловіки | 156     | 32                 | 108              | 16                   |
| Жінки    | 164     | 23                 | 105              | 36                   |
| Разом    | 320     | 55                 | 213              | 52                   |